# Solidarity Forever
«Solidarity Forever» («Солидарность навсегда») — написанная Ральфом Чаплином в 1915 году песня, ставшая популярным профсоюзным гимном. Обычно поётся на мотив песен «John Brown’s Body» и «The Battle Hymn of the Republic». Несмотря на то, что она создавалась как песня для революционно-синдикалистской организации Индустриальные рабочих мира (ИРМ), другие профсоюзные движения также приняли эту песню как свою собственную. Исполнялась такими музыкантами, как Юта Филлипс, Пит Сигер, Леонард Коэн, а также была переделана рэпером Emcee Lynx и проектом Тома Морелло The Nightwatchman. Песню часто исполняют на профсоюзных собраниях и митингах в США, Австралии и Канаде, а также на конференциях левых сил, например, Австралийской лейбористской партии и канадской Новой демократической партии. Возможно, эта песня также вдохновила гимн потребительского кооперативного движения, «The Battle Hymn of Cooperation», который поётся на ту же мелодию.
Была переведена на несколько языков, включая французский, немецкий, польский, испанский, суахили и идиш.

## Создание
Чаплин начал писать песню в 1913 году, когда во время освещения забастовки Пейнт-Крик-Кэбин-Крик 1912 года в округе Канава, Западная Вирджиния, вдохновлённый решимостью бастующих шахтёров и их семей, переживших жестокие забастовки (в результате которой с обеих сторон погибло около 50 человек).
Он завершил песню 15 января 1915 года в Чикаго, в день голодной демонстрации. Чаплин был преданным уоббли (поклонником ИРМ), будучи в то время сотрудником газеты «Солидарности», официального органа ИРМ на востоке Соединённых Штатов, и карикатуристом этой организации. Он поделился своим анализом, воплощённым в знаменитой «Преамбуле», напечатанной на обложке книги Little Red Songbook.
Композиция начинается с классического утверждения двухклассового анализа капитализма: «Рабочий класс и класс работодателей не имеют ничего общего». Классовая борьба будет продолжаться до победы рабочего класса: «Между этими двумя классами борьба должна продолжаться до тех пор, пока рабочие всего мира не организуются как класс, не овладеют землёй и производственными машинами и не упразднят систему наёмного труда». Преамбула осуждает тред-юнионистские профсоюзы как неспособные справиться с властью класса собственников средств производства. При заключении трудовых договоров, такие профсоюзы вводят рабочих в заблуждение, создавая впечатление, что у работников есть общие с работодателями интересы.
Выступление призывает рабочих создать организацию всех «членов любой отрасли или всех отраслей». Несмотря на то что это напоминает концепцию «индустриального юнионизма», разработанную Конгрессом производственных профсоюзов, ИРМ будет выступать против кампании Джона Л. Льюиса от Американской федерации труда и организаций промышленных союзов в 1930-х годах. Также поясняется: «Вместо консервативного лозунга „Справедливая заработная плата за честный рабочий день“ мы должны написать на нашем знамени революционный лозунг „Отмена системы заработной платы“». ИРМ поддерживали синдикализм и выступали против участия в электоральной политике: «организуясь промышленно, мы формируем структуру нового общества в оболочке старого».
Чаплина не устраивала широкая популярность песни «Солидарности навсегда» в рабочем движении. В конце своей жизни, после того как он стал человеком, выступающим против (государственных) коммунистов в рабочем движении, он написал статью «Почему я написал „Солидарность навсегда“», в которой осудил «не столь нуждающихся, не столь достойных, так называемые „промышленные союзы“, порождённые эпохой принудительного профсоюзного движения». Он писал, что среди его единомышленников "нет никого, кто не смотрел бы довольно предвзято на «успех» композиции.
«Я писал „Солидарность навсегда“ не для амбициозных политиков или жаждущих работы рабочих факир, ищущие прокатиться на кормушке… Все мы глубоко возмущены тем, что песня, которая была уникальной нашей собственной, использовалась в качестве песенной рекламы для всмятку промышленного профсоюзного движения после закона Вагнера, которое использует миллионные грязные фонды, чтобы убедить их мальчики из офиса Конгресса, чтобы делать за них работу по дому».
Несмотря на опасения Чаплина, «Солидарность навсегда» сохранила общую привлекательность для более широкого рабочего движения из-за постоянной применимости её основного посыла. Некоторые исполнители не поют все шесть куплетов «Солидарности навсегда», обычно опуская второй куплет («Есть ли что-нибудь общее у нас с жадным паразитом») и четвёртый («Весь мир, которым владеют праздные трутни, принадлежит нам и только нам»).